# Rudolf Sulzbach
Rudolf Sulzbach (* 9. April 1827 in Frankfurt am Main; † 23. Januar 1904 ebenda) war ein deutscher Bankier und Mäzen.

## Leben
Rudolf Sulzbach wurde als jüngster Sohn von Abraham Sulzbach und seiner Ehefrau Sara Beyfuss 1827 in Frankfurt am Main geboren. Sein ursprünglicher Vorname war Ruben. Den Vornamen Rudolf legte er sich erst 1864 zu. Nach der Schule machte er eine kaufmännische Ausbildung bei seinem Vater. 1853 erhielt Rudolf auf Antrag das Bürgerrecht der Freien Stadt Frankfurt. Im Februar 1856 war Rudolf Sulzbach Mitbegründer der Mitteldeutschen Creditbank. Diese Bank wurde auf Veranlassung von Bernhard II. von Sachsen-Meiningen ins Leben gerufen. Sie sollte die Industrialisierung des Staates Sachsen-Meiningen voranbringen und Mittel für wichtige Infrastrukturprojekte beschaffen. Zweiter Vorsitzender der Bank wurde Rudolf Sulzbach.
Am 5. April 1856 gründete Rudolf zusammen mit seinem 14 Jahre älteren Bruder Siegmund Sulzbach das Privatbankhaus S. Sulzbach in Frankfurt am Main. Das Bankhaus erhielt die Bezeichnung nach dem Vornamen des Erstgeborenen. Die eigentliche Seele der Bank war jedoch Rudolf Sulzbach. Das Bankhaus wurde in den folgenden Jahrzehnten zu einem der einflussreichsten Bankhäuser und engagierte sich im In- und Ausland insbesondere für die Finanzierung der neuen Industrien (Elektrotechnik, Chemie) und von Verkehrsinfrastrukturmaßnahmen.
In den 1860er und 1870er Jahren war Rudolf Sulzbach Mit-Initiator der Gründung zahlreicher Banken und Institute (z. B. 1862: der Deutsche Hypothekenbank Meiningen, 1871: der Süddeutschen Immobiliengesellschaft in Mainz). 1870 war er zudem Mitinitiator der Begründung der Deutschen Bank. Von 1870 bis zu seinem Tod war er Mitglied im Verwaltungsrat bzw. im Aufsichtsrat der Deutschen Bank.
1872 wurde er Mitglied der Frankfurter Handelskammer. Er blieb deren Mitglied bis zum 31. Dezember 1903, als er aus gesundheitlichen Gründen ausschied.

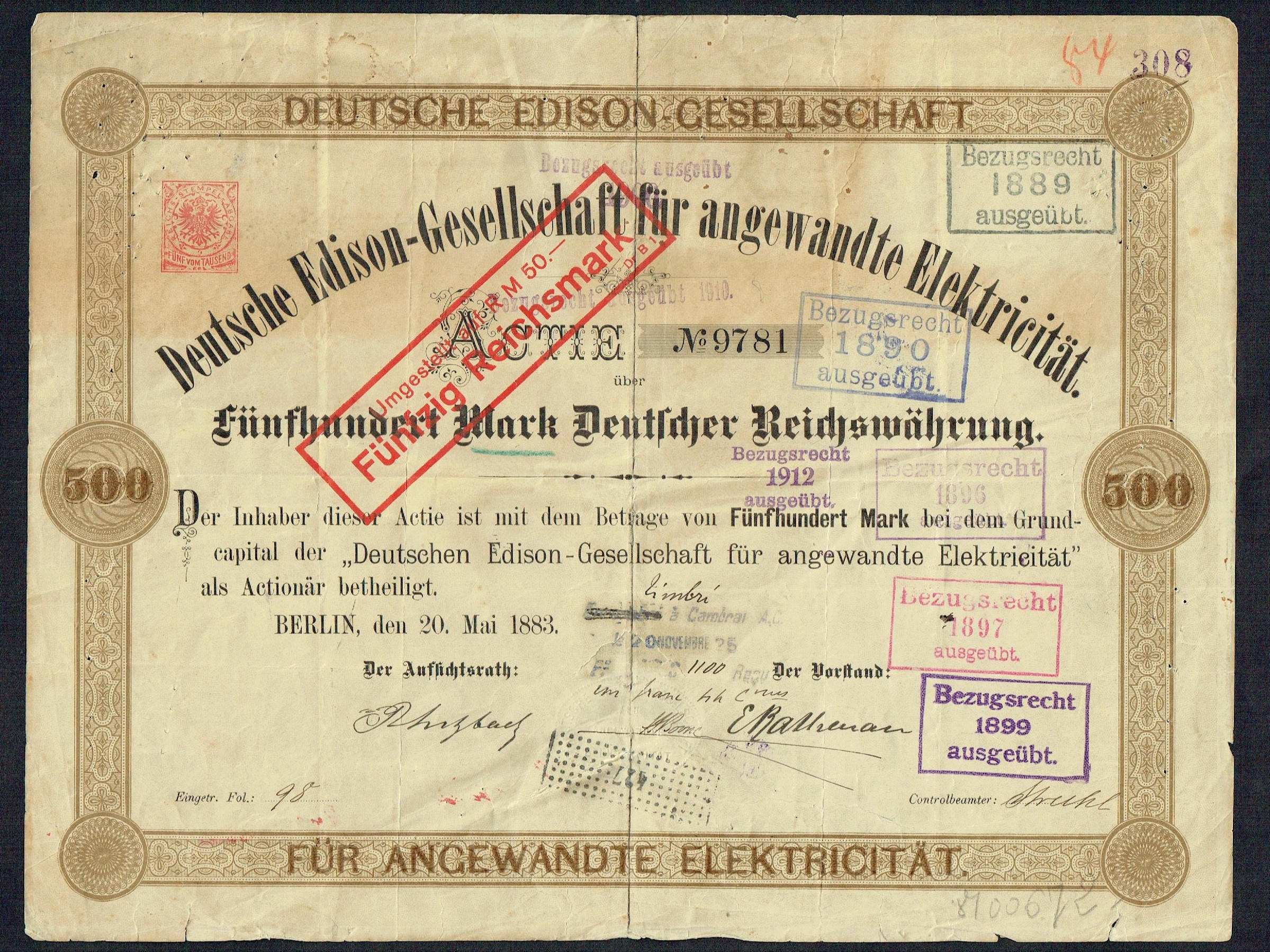
Aktie der Deutsche Edison-Gesellschaft für angewandte Elektricität vom 20. Mai 1883, signiert von Aufsichtsrat Rudolf Sulzbach

1882 stellte Rudolf Sulzbach zusammen mit Jacob Landau aus Berlin das erforderliche Kapital für Emil Rathenau und dessen Deutsche Edison-Gesellschaft zur Verfügung, damit diese die notwendigen Lizenzrechte von Thomas Alva Edison erwerben konnte. Sulzbach wurde daraufhin 1883 Aufsichtsratsvorsitzender der DEG. Dem Aufsichtsrat der AEG gehörte er seit deren Gründung bis 1904 an.
In den 1890er Jahren beteiligt sich Rudolf Sulzbach an der Finanzierung zahlreicher Unternehmen, deren Gründung von der AEG angestoßen wurde. Darüber hinaus ist Rudolf Sulzbach 1888 an der Gründung der Aluminium Industrie AG Neuhausen (heute: Alusuisse) und der Finanzierung privater Verkehrsbetriebe in Frankfurt am Main, Köln, Braunschweig und Graz beteiligt.
1892/93 war er Sachverständiger der Börsenenquetekommission (Bankwesen) im Reichstag.
Rudolf Sulzbach starb im Januar 1904 im Alter von fast 73 Jahren in Frankfurt am Main. Seit 1854 war Rudolf Sulzbach mit Theodora Bass aus Frankfurt verheiratet. Aus der Ehe sind die Kinder Emil Sulzbach und Karl Sulzbach hervorgegangen.

## Ehrungen
- 1903: Wenige Wochen vor seinem Tod wurde Rudolf Sulzbach zum Ehrenmitglied der Frankfurter Handelskammer ernannt.

Die Erhebung in den Adelsstand hat er abgelehnt. 

## Rudolf-Sulzbach-Stiftung
Nach dem Tod von Rudolf Sulzbach wurde bereits 1904 von seinen Söhnen Emil und Karl Sulzbach die Rudolf-Sulzbach-Stiftung der Frankfurter Handelskammer mit einem Kapital von 100.00 Mark gegründet. Zweck dieser Stiftung war die Unterstützung und Ausbildung begabter junger Leute und hilfsbedürftiger ehemaliger Besucher der Frankfurter Börse. Die Stiftung wurde 1941 aufgelöst. Das Restvermögen wurde auf die Jubiläumsstiftung der Handelskammer übertragen.